# Vladimir Padrino López

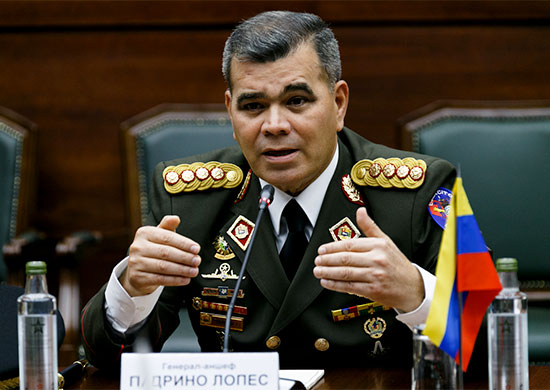
Vladimir Padrino (2018)

Vladimir Padrino López (* 30. Mai 1963 in Caracas) ist ein venezolanischer Militär. Seit 2014 ist er Verteidigungsminister von Venezuela und hat auch die Position des strategischen operativen Befehlshabers der Streitkräfte Venezuelas inne. Er gilt innerhalb der Regierung als der mächtigste Mann hinter Staatspräsident Nicolás Maduro.
Padrino absolvierte 1994 eine klassische Militärkarriere an der Militärakademie von Venezuela. Im Rahmen einer Weiterbildung belegte er zwischen Februar und April 1995 am Western Hemisphere Institute for Security Cooperation auf der Basis der United States Army in Fort Benning, Georgia, einen Kurs in „Psychological Operations“.
Padrino ist zweifacher Vater und lebt von seiner Ehefrau getrennt.